# 天目湖
天目湖，即沙河水库，是中国江苏省溧阳市境内的一座水库，位于戴溪河流域，建于1961年。水库正常库容为4900万立方米，集雨面积为148.5平方千米，海拔为21米。

## 建设历史
沙河发源于安徽省广德县北部的仙山岕、木子岕，奔流数公里后进入溧阳境内，与石龙岕、李丰岕、西塘岕等8条支流计48条涧水汇合后，形成了一条河面宽阔、水流湍急的河流，一到汛期即成水患。1954年和1957年溧阳南部山区先后两次爆发山洪，冲毁沙河沿岸几十个村庄和数万亩农田。
为彻底解决沙河水患问题，1957年洪灾过后，溧阳县（今溧阳市的前身）组织成立调查队赴南部山区了解沙河集水情况，初步决定在沙河上修建一座大型水库，包括在磨子山和钓鱼台山（今太公山）之间筑一道主水坝截住沙河，在钓鱼台山与马鞍山之间、磨子山和狐狸山（今湖里山）之间各筑一道副水坝。
1958年春，溧阳县水利局制订了水库规划方案并提交溧阳县第三次人民代表大会讨论。会后，政府制定了以蓄为主的《溧阳县南山地区水利建设规划》，并正式向地委申报修筑沙河水库枢纽工程项目。3月，镇江地区水利局组织进行水库设计工作并上报江苏省水利厅。省和地区水利部门同意沙河水库土方工程先行施工。
1958年9月初，溧阳县委向全县人民发出了建设沙河水库的动员令，要求全县人民有力出力，有物出物，大力支持沙河水库建设。
1958年9月7日，经江苏省水利厅水计（59）字第404号文件批准，沙河水库正式开工。首批上工的是戴埠、茶亭、山丫（在今沙河水库淹没区）、城南四个公社的1700多个民工，清理主坝、东副坝、西副坝的坝基，开挖隔水沟和输水涵洞。秋收秋种结束到12月初期间，沙河水库工程建设投入了全县男女主要劳动力一万余人。至1959年春，三道大坝坝身已初具规模。
1959年2月，影响全国的三年困难时期大饥饿波及溧阳各水利工程工地，沙河水库等水利工程一度遭到部分省地领导质疑并准备下马，后经江苏省委常委会讨论，决定充分支持沙河水库工程建设，但压缩与之相邻的大溪水库工程规模，取消高淳东坝至溧阳塘马的东坝引水总渠工程。
1959年6月，水库主坝合龙。
1961年11月，沙河水库建成。
1962年后续建配套工程，至1973年1月基本竣工。
1976年至1978年，彻底改造三条干渠。
1992年，为开发山水旅游资源，沙河水库更名为天目湖。
沙河水库于2006年底被鉴定为三类坝，存在安全隐患，属病险水库。于2008年底至2010年上半年进行除险加固工程，总投资为1.3亿元。
2006年，第一轮天目湖水源地生态环境保护工程启动。沙河水库首次进行生态清淤工程，这也是国内首次实施的饮用水水库生态清淤工程。一期工程主要在湖面下游，投资1000万元，清淤1.5平方公里，于2007年9月完工；二期投资1480万元，清淤2平方公里，于2007年11月开工，2008年完工。
2010年，天目湖首次发布饮用水源地109项水质指标全分析报告，全部符合国家地表水环境质量Ⅱ类水标准。
2011年，第二轮天目湖水源地生态环境保护工程启动，2013年沙河水库上游4平方公里清淤扩容工程开始实施。

## 发电
沙河水库建成后,先后兴建了主、东、西涵洞水电站。电站装机620千瓦，其中主涵洞安装2台160千瓦水轮发电机组，东涵洞安装1台100千瓦机组，西涵洞安装2台100千瓦机组。

### 蓄能电站
江苏沙河抽水蓄能电站，位于天目湖中段东侧，是江苏省第一座抽水蓄能电站。1998年9月18日开工，2003年1月12日正式投产。工程投资6.03亿元，利用天目湖作为下水库，上水库总库容262.25万立方米。电站装机容量2×5万千瓦，设计年发电量1.82亿千瓦时，年抽水用电量2.44亿千瓦时。
江苏溧阳抽水蓄能电站（在建），位于天目湖上游苏皖边界，江苏省第三座抽水蓄能电站。2008年12月13日开工，预计2015年正式投产。工程投资76.35亿元，下水库位于天目湖镇吴村,与沙河水库为邻，上水库位于龙潭林场伍员山工区，总库容1422.9万立方米。电站装机容量6×25万千瓦，以500KV一级电压接入江苏电网，设计年发电量20.07亿千瓦时，年抽水用电量26.76亿千瓦时。

## 美食
- 天目湖砂鍋魚頭：拿天目湖内鳙鱼的鱼头制作的鱼汤。其特色是味道鲜美、汤浓如乳、香气扑鼻。[10]